# Dicyanoacetyleen
Dicyanoacetyleen (of ook dicyano-ethyn, koolstofsubnitride, IUPAC-naam: but-2-yndinitril) is een chemische verbinding van koolstof en stikstof, met als brutoformule C4N2. Het heeft een lineaire moleculaire structuur met afwisselend drievoudige en enkele bindingen: N≡C-C≡C-C≡N. De middelste C-C afstand is beduidend korter dan de andere. Een andere voorstelling is uit te gaan van ethyn (acetyleen) H-C≡C-H en beide waterstofatomen te vervangen door cyanidegroepen.
Een theoretische berekening met dichtheidsfunctionaaltheorie (DFT) en ab initio-methoden laat zien dat er mogelijk een aantal C4N2 isomeren bestaan, die energetisch niet veel verschillen van dicyanoacetyleen. Een daarvan is CCCNCN, een andere is een molecuul met een gevorkte vorm.
Bij kamertemperatuur is koolstofsubnitride een kleurloze vloeistof. De vormingswarmte is sterk endotherm en de stof explodeert gemakkelijk onder vorming van koolstofpoeder en stikstofgas. De damp brandt gemengd met zuurstof met een helderblauwwitte vlam die temperaturen van 5260 K (4987°C) kan bereiken. Dit heeft de stof een plaats opgeleverd in het Guinness book of records als de brandstof met de heetste vlam.

## Reagens in de organische chemie
Dicyanoacetyleen is sterk diënofiel omdat de cyanidegroepen elektronenonttrekkend zijn. Dit maakt het een nuttig reagens voor Diels-Alder-reacties met weinig reactieve diënen. Het is zelfs in staat te adderen aan de aromatische verbinding dureen (1,2,4,5-tetramethylbenzeen) onder vorming van gesubstitueerd barreleen. Alleen de meest reactieve diënofielen zijn in staat om met aromatische diënen te reageren.
Dicyanoacetyleen is oplosbaar in koolstofdisulfide (CS2) en in de aanwezigheid van watervrij ijzer(II)jodide reageert het met di-jood tot dicyanodi-joodetheen.

## In het heelal
Koolstofsubnitride is waargenomen in de atmosfeer van de maan Titan met behulp van infraroodspectroscopie. Afhankelijk van het jaargetijde condenseert en verdampt C4N2 in een cyclus die door waarnemers op aarde gevolgd kan worden. Dit verschaft inzicht in de weersgesteldheden op deze maan.
Het is (in 2006) nog niet mogelijk gebleken de stof in het interstellaire medium waar te nemen. Het molecuul heeft een hoge symmetrie die het onmogelijk maakt zijn rotatiespectrum met microgolfspectroscopie waar te nemen. Verwante en wat minder symmetrische moleculen zoals cyanoacetyleen N≡C-C≡C-H zijn echter wel waargenomen. Het wachten is op verbeteringen in de astronomische waarnemingen in het infrarode gebied omdat het voor de hand ligt dat het molecuul in dat gebied wel waargenomen gaat worden.

## Synthese
De synthese van koolstofsubnitride gaat uit van ethyndicarboxyldimethylester via het overeenkomstige amide, dat vervolgens met behulp van fosforpentoxide (P2O5) in het subnitride omgezet wordt.